# Ha-Goszerim
Ha-Goszerim (hebr. הגושרים) – kibuc położony w samorządzie regionu Ha-Galil ha-Eljon, w Dystrykcie Północnym, w Izraelu.
Leży na północy Górnej Galilei, przy granicy z Libanem.
Członek Ruchu Kibuców (Ha-Tenu’a ha-Kibbucit).

## Historia
Kibuc został założony w 1948 przez imigrantów z Turcji.

## Gospodarka
Gospodarka kibucu opiera się na rolnictwie i turystyce.

## Galeria

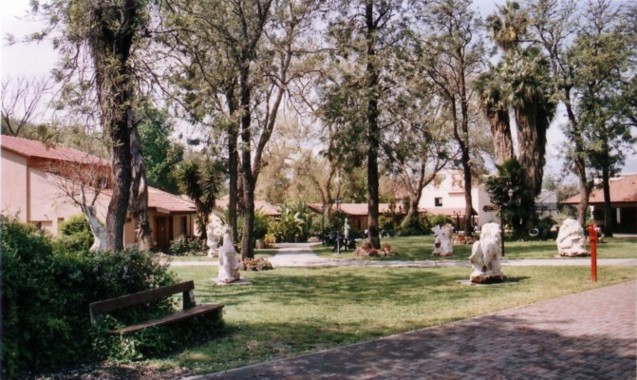
Hotel w kibucu Ha-Goszerim.